# Casa de Entenza
La casa de Entenza fue un antiguo linaje originario del Reino de Aragón que tuvo su origen en el pueblo de homónimo, en Aragón, hacia el siglo XI.

## Orígenes e historia
El primer miembro documentado del linaje es Berenguer I de Entenza (o Atenza en la actualidad) quien asistió a la Cruzada de Barbastro en el año 1064. Dos nietos suyos (Berenguer III de Entenza, señor de Zaragoza, y Bernardo de Entenza, señor de Alcolea de Cinca) son el origen de las dos grandes líneas del linaje. Posteriormente, en el siglo XIII, se estableció la baronía de Entenza, la cual se encontraba unos 90 km más al sur, en ciertas zonas de El Priorato y las Tierras del Ebro para repoblar los territorios que habían abandonado los sarracenos. En aquella época los barones de Entenza fueron también co-señores de Tortosa. 
En 1313 Guillermo de Entenza y de Montcada estaba endeudado y donó la baronía al rey de Aragón Jaime el Justo. Este tomó posesión a la muerte de Guillermo II, estableciendo en 1324 el condado de Prades para su hijo el infante Ramón Berenguer. Así, los dominios de la baronía de Entenza se incorporaron al condado de Prades. En 1414 Juana de Prades heredó la baronía y, al contraer matrimonio con Joan Folch de Cardona, unió la Baronía de Entenza con el linaje de los Cardona.

## Miembros destacados
Entre los miembros más importantes de la casa de Entenza, cabe destacar:

### Línea troncal
- Berenguer I de Entenza (? , s. XI), primer señor de Entenza, presente en la Cruzada de Barbastro, tras la cual recibió del rey Sancho Ramírez el castillo de Barbastro.[2]
- Gombau I de Entenza, hijo de Berenguer I que aparece como testigo en los acuerdos matrimoniales de Ramón Berenguer IV y Petronila junto a Pedro Mir de Entenza. Ayudó al rey Pedro I a recuperar Barbastro en el 1101 por lo que este le confirmó la donación hecha a su padre, al igual que ayudó a Alfonso I en la conquista de Zaragoza en el 1114.[2]
- Berenguer II de Entenza, hijo de Gombau I.
- Pedro Mir de Entenza, posiblemente un pariente por vía materna, que aparece tanto en el ejército de Alfonso I durante la conquista de Zaragoza en 1118 como en el testamento del mismo rey en el 1131 y en los acuerdos matrimoniales de Ramón Berenguer IV y Petronila.[2]

### Línea de los señores de Alcolea de Cinca
Primer linaje:
- Bernardo I de Entenza, hijo de Berenguer II. Fue un importante ricohombre junto a su hermano Berenguer III con títulos honorarios como el Señorío de Alcolea de Cinca.[2] Se casó con Garsenda de Pallars, hija de Arnal Ramón I de Pallars Jussá con quien tuvo dos hijas:
  - Jesiana de Entenza y Pallars, quien heredó la baronía y fue mujer de Hugo III de Ampurias con quien tuvo a:[3]
    - Ponce III de Ampurias, conde de Ampurias (1173-1200).
    - Ponce Hugo de Entenza, (?-1175) fue señor de Alcolea de Cinca y continuó el linaje de los Entenza.
    - Brunisenda de Ampurias, casada con Bernardo de Navatas.[4]
    - María de Ampurias, casada con Jofre de Rocabertí, Vizconde de Rocabertí (1181-1212), con descendencia.

  - Òria de Entenza, hermana de Jusiana y mujer de Arnal Mir de Pallars Jussà; con quien tuvo a su heredero, Ramón V de Pallars Jussá (1174-1177).

Segundo linaje:
- Ponce Hugo de Entenza, hijo de Hugo III de Ampurias y Jesiana de Entenza, hija de Berenguer I de Entenza. Casó con Sibila de Entenza, hija de Berenguer I de Entenza.[2]
  - Jusiana de Entenza, mujer de Guillermo Bernardo de Montpelier y que heredó la baronía de Alcolea en el 1213.
  - Berenguer de Entenza.
  - Gombal de Entenza.

Tercer linaje:
- Bernardo Guillermo de Montpellier, casado con Jusiana de Entenza.
  - Guillermo I de Entenza, hijo de Bernardo Guillermo de Montpelier y de Jusiana de Entenza.
  - Bernardo Guillermo de Entenza (?-1235), hijo de Bernardo Guillermo de Montpelier y de Jusiana de Entenza, señor de Fraga.
  - Teresa Gombal de Entenza,
- Ponce Hugo de Entenza (?-1175), hijo de Bernardo Guillermo de Montpelier.
- Gil Martínez de Entenza, hijo de Bernardo Guillermo de Montpelier.
- Urraca de Entenza
- Teresa de Entenza, condesa de Urgel y vizcondesa de Àger, mujer del rey Alfonso IV de Aragón.
- Giussiana Giménez de Entenza Luesia, mujer del noble valenciano Blasco II de Alagón.

### Línea de los barones de Entenza
- Berenguer III de Entenza,  hijo de Berenguer II de Entenza fue un importante ricohombre junto a su hermano Bernardo I con títulos honorarios como el señorío de Zaragoza, Calatayud y Teruel. Se casó con Ermesenda, hija de Ferriz de Lizana.[2]
- Bernardo II de Entenza, heredó de Bernardo I el señorío de Alcolea de Cinca y recibió la villa de Teruel en el 1171 por parte del rey Alfonso II, tras lo cual se dedicó a repoblar todo el valle del Guadalaviar. Aparece casado desde el 1205 con Ermengarda Polo, hija de Guillén Polo quien era un caballero con solar en Teruel, del matrimonio hubo dos hijos:
  - Berenguer IV de Entenza, casado en mayo de 1230 con Guillerma de Luesia, hija de Miguel de Luesia y su mujer Mayor, nieta de Galior Ximenez de Belchite.[2] Aunque también puede ser que se casara con Alamanda de San Martín Sobirats.[5][6]  Intervino en la conquista de Valencia en el 1238 con una hueste considerable y donde era el segundo al mando en el sitio de Burriana tras su pariente Bernardo Guillermo de Montpellier y tras cuya muerte por enfermedad asumió el mando. Tras la conquista de Valencia el rey Jaime I le concedió la baronía de Chiva, al igual que desde 1259 era señor de Falset y de Mora. Sus armas eran dividido en dos cuarteles uno dorado y el otro rojo sin empresa alguna. 
    - Berenguer V de Entenza (1261-1294), hijo de Berenguer IV de Entenza y Guillerma de Luesia. Heredó los estados de su padre y estuvo casado con Galbors de Moncada, hija de con quien tuvo doce hijos, entre ellos:
      - Guillermo VI de Entenza (1294-1321), casado con Berenguerona de Moncada pero no tuvieron descendencia.
      - Ponce Hugo
      - Raimundo
      - Berenguer VI de Entenza,(?-1307)  uno de los doce hijos de Berenguer IV y megaduque, capitán almogavar junto a Roger de Flor y comandante jefe de la Gran Compañía Catalana.[7]
      - Saurina de Entenza, hija de Berenguer VI de Entenza, fue mujer del almirante Roger de Lauria entre el 1285 y el 1305 con quien tuvo descendencia.[5][8]
      - Teresa
      - Alamanda
      - Margarita
      - Jusiana
      - Bernardo
      - Elisenda, casada con Guillen de Moncada y Queralt.
      - Gombaldo, (?-1309) fue procurador en Valencia y tutor de los hijos de su hermana Saurina, también fue señor de Alcolea de Cinca y se casó con Constanza de Antillón y fue padre de:
        - Teresa de Entenza, mujer de Alfonso IV de Aragón.[9]
        - Urraca de Entenza, (?-1332) mujer de Arnaldo Roger II de Pallars Sobirá con quien no tuvo hijos.

  - Gombau IV de Entenza (1271 - 1309), hijo de Bernardo II de Entenza, estuvo casado con una hermana de Guillerma de Luesia llamada Elvira con quien tuvo una hija llamada Teresa aunque en el momento de su muerte no tenía descendencia. Asistió junto a su hermano a las Cortes convocadas por Jaime I en el 1236.